# Moog modular V
Moog Modular V è un programma edito nel 2004 dalla software house Arturia.
Si tratta di un simulatore del Moog Modulare, sintetizzatore analogico creato nel 1964 da Robert Moog.
Per Moog Modulare occorre considerare una famiglia di sintetizzatori, non uno strumento unico. Infatti  ve ne erano di tanti tipi.
Il creatore, Robert Moog, aveva avuto la concezione di questo strumento prendendo l'idea dal Theremin, strumento musicale elettronico del quale era molto appassionato.
A coronare il successo di questo strumento musicale, praticamente padre di tutte le tastiere e sintetizzatori odierni, è stato Walter Carlos. Carlos dimostrò al mondo musicale che questo strumento non era da considerarsi ostico come sembrava. Riuscì, infatti, a realizzare la registrazione di alcuni 33 giri appositamente di un certo livello di difficoltà:
- Switched on Bach: una serie di opere scritte da Bach;
- Switched on Bach II: seguito;
- The well tempered synthesizer: Il sintetizzatore ben temperato, una serie di opere di musica classica scritte da vari autori tra i quali ancora Bach;
- Switched on Brandeburgs: i concerti brandeburghesi di Bach;

Sempre utilizzando un Moog Modulare Carlos scrisse anche parte della colonna sonora del film di Stanley Kubrick Arancia meccanica.

## Analogico modulare: definizione
Analogico: il sintetizzatore non comprende componentistica elettronica digitale, del tipo RAM o CPU, bensì la sintesi viene prodotta da componenti elettrici.
La maggior parte dei sintetizzatori di oggi sono in realtà dei computer veri e propri. (Si veda per esempio la Korg Oasys che fa utilizzo di un microprocessore Intel Pentium IV)
Modulare: il sintetizzatore è formato da vari moduli collegabili tra di loro mediante l'utilizzo di appositi cavi, detti patch. Il musicista, collegando i vari moduli in vari modi genera il circuito che produce il suono. Questo fa sì che un modulare è da considerarsi un sintetizzatore dalle possibilità di sintesi pressoché infinite. Sintetizzatori analogici come il Minimoog, hanno la sintesi analogica che viene prodotta esclusivamente da circuiti pre impostati.
Quando un musicista acquista un sintetizzatore modulare decide quali moduli acquistare. Gli altri eventuali moduli sono comunque integrabili in secondo tempo.

## Moog Modular V: sistemi operativi supportati
Il programma, non molto esoso di hardware è stato concepito per funzionare sotto questi sistemi operativi:
- Microsoft Windows: Windows 95 - Windows 98 - Windows Millennium Edition - Windows 2000 - Windows XP;
- Apple Macintosh: Mac OS versione 9.x - macOS;

## Lo strumento simulato
Il Moog Modulare simulato (quindi definibile virtuale) è così composto:
- 9 oscillatori modello Moog della serie 921;
- 2 filtri LFO (Oscillatore a bassa frequenza) dedicati;
- 3 slot che permettono la scelta di installazione di svariati filtri Moog della serie 904 (low-pass 24 dB, high-pass 24 dB, filter coupler) + un filtro addizionale da 20 dB di tipo multimode
- 1 generatore di rumore bianco del tipo Moog modello 923;
- 6 generatori di inviluppo del tipo ADSR (Attacco, Decadimento, Sostegno, Rilascio) modello Moog 911;
- 2 Amplificatori controllati in tensione VCA (Voltage Controlled Amplifier). Ciascuno con il loro inviluppo e potenziometro per un effetto stereofonico naturale;
- 16 Amplificatori controllati in tensione ausiliari
- 1 sequencer analogico del tipo Moog modello 960;
- 1 banco di filtri;
- effetto stereofonico del tipo Delay;
- effetto chorus;

## Differenze tra il Moog Modulare "Virtuale" e quello reale
Mentre il Moog Modulare vero era uno strumento musicale monofonico mono nota quello simulato da questo programma può essere monofonico ma anche stereofonico raggiungendo una polifonia fino a 64 note.
Inoltre, sempre a differenza dello strumento originale, Moog Modular V permette di salvare i propri suoni. Il programma comprende anche una ricca collezione di preset (suoni preimpostati) utilizzabili e modificabili dall'utente.

## Il funzionamento
Il musicista interagisce con il Moog simulato connettendo al computer una qualsiasi tastiera con interfaccia MIDI o USB.
A ciascun knob (potenziometro) virtuale può essere abbinato un potenziometro della tastiera collegata.
I potenziometri del moog possono comunque essere pilotati anche mediante l'utilizzo di un mouse collegato al computer.
Per connettere i vari moduli il musicista deve puntare con il mouse un connettore (facendoci un click con il tasto di sinistra e tenendolo premuto durante lo scorrimento) effettuare un trascinamento e rilasciare il tasto del mouse quando si è sopra il connettore di destinazione. In questo modo apparirà un cavo patch come quelli raffigurati nella figura sopra stante.
Sempre con il mouse è possibile regolare i potenziometri e gli sliders, con una tecnica molto simile a quella appena descritta.
Il programma può essere anche comandato mediante il famoso software musicale Steinberg Cubase.

## La fedeltà
Un sintetizzatore analogico produce dei suoni che difficilmente possono essere simulati alla perfezione da una qualsiasi tastiera dalla sintesi digitale.
Vale a dire che chi è appassionato di questi strumenti pretende di avere come risultato anche i difetti tipici di questi strumenti, tipo micro distorsioni del suono inaspettate dal musicista ed altri disturbi tipici. Arturia garantisce questo risultato con l'utilizzo della tecnologia software TAE, acronimo di True Analog Emulation.